# Craig Jones (lutador)
Craig Benjamin Jones (nascido em 17 de julho de 1991) é um grappler e competidor e treinador de jiu-jitsu brasileiro faixa-preta australiano. Campeão mundial sem kimono da IBJJF como faixa-branca, Jones é duas vezes medalhista de prata no Campeonato Mundial de Submission Fighting do ADCC e três vezes campeão do Polaris Pro Grappling. Jones treina em Austin, Texas, e é o líder da B Team Jiu-Jitsu. Em 2024, ele fundou o Craig Jones Invitational.

## Biografia
Craig Jones nasceu em 17 de julho de 1991, em Adelaide, Austrália Meridional. Em 2006, Jones começou a treinar jiu-jitsu brasileiro (BJJ) na academia de seu primo. Após receber a faixa-roxa, Jones mudou-se para Melbourne, onde começou a treinar sob a orientação de Lachlan Giles. Ele permaneceu lá até ser graduado faixa-preta por Giles enquanto treinava na Absolute MMA Academy. Anos depois, Jones mudou-se para Nova Iorque para treinar sob John Danaher e ao lado de Gordon Ryan. Jones mudou-se com o restante da equipe para Porto Rico durante a pandemia de COVID-19 para continuar treinando e se preparando para competições.
A equipe que treinava sob Danaher se desfez em 26 de julho de 2021, e os ex-membros seguiram caminhos separados. Jones mudou-se para Austin, Texas, para criar uma nova equipe, a B Team Jiu-Jitsu, ao lado de Nicky Ryan, Nicky Rod e Ethan Crelinsten; onde ainda treina atualmente. Ele é o treinador de BJJ do atual campeão peso-pena do UFC, Alexander Volkanovski. Ele também atuou como treinador de BJJ do Time Volkanovski em The Return of The Ultimate Fighter: Team Volkanovski vs. Team Ortega.

## Carreira no grappling
Em 2014, Jones competia como faixa-roxa e conquistou a medalha de ouro no NAGA World Championship e a medalha de ouro no AFBJJ Pan Pacific Championship, um torneio realizado anualmente em Melbourne.  No ano seguinte, em 2015, Jones se classificou para o Campeonato Mundial do ADCC de 2015, um torneio de submission grappling realizado a cada dois anos e frequentemente chamado de "Olimpíadas do grappling", após vencer as seletivas do ADCC da Ásia e Oceania na divisão até 88 kilograms (194 lb). Jones perdeu na primeira rodada do ADCC World por finalização para Romulo Barral, mas venceu o Campeonato Mundial Sem Kimono da IBJJF na divisão faixa-roxa, tornando-se o primeiro homem australiano a conquistar um título mundial da IBJJF. Um ano depois, em 2016, Jones conquistou o bronze no Campeonato Mundial Profissional de Jiu-Jitsu de Abu Dhabi na divisão faixa-marrom. Em 2016, Jones foi graduado faixa-preta por Giles enquanto treinava na Absolute MMA Academy.

## Carreira como faixa-preta
Em 2017, Jones se classificou novamente para o Campeonato Mundial do ADCC. Desta vez, durante o evento, Jones finalizou o cinco vezes campeão mundial faixa-preta Leandro Lo,  o treinador do Unity BJJ Murilo Santana e Chael Sonnen, antes de perder a semifinal para Keenan Cornelius e a disputa pelo terceiro lugar para Alexandre Ribeiro. Em 2019, Jones conquistou a medalha de prata no Campeonato Mundial de Submission da ADCC.
Jones enfrentou o veterano do UFC Donald Cerrone em uma superluta de Combat Jiu-Jitsu no Combat Jiu-Jitsu Featherweight World Championships, em 19 de dezembro de 2021, e o finalizou com um mata-leão no tempo regulamentar. Em 2022, Jones retornou ao ADCC e conquistou novamente a medalha de prata, desta vez na divisão até 99kg, derrotando o tricampeão mundial Nicholas Meregali na semifinal, antes de perder por pontos (4-0) para Kaynan Duarte.

## 2023
Jones foi escalado para enfrentar Meregali em uma revanche no Who's Number One em 25 de fevereiro de 2023, mas precisou se retirar e a luta foi adiada. Jones enfrentou Felipe Pena no evento principal do UFC Fight Pass Invitational 4 em 29 de junho de 2023. Ele venceu na prorrogação, pelo tempo mais rápido de escape. Em seguida, competiu no Quintet 4 em 10 de setembro de 2023, como parte da equipe The B-Team Bulls. Jones obteve dois empates e duas vitórias, ajudando sua equipe a conquistar o título do torneio.
Jones foi programado para enfrentar Luke Rockhold no Israel Fight Night em 21 de setembro de 2023. A luta foi cancelada por razões não divulgadas. Jones então enfrentou Gerald Meerschaert no evento principal do Polaris 26 em 4 de novembro de 2023. Ele venceu por finalização com um mata-leão.
Jones venceu os prêmios de "Personalidade do Ano" e "Finalização do Ano" pelo chave de pé (toehold) com que finalizou Richie Martinez no Quintet 4, no JitsMagazine BJJ Awards 2023.

## 2024
Jones enfrentou Philip Rowe no evento principal do Pit Submission Series 2 do Karate Combat em 23 de fevereiro de 2024. Ele finalizou Rowe com um triângulo voador e venceu a luta.
Ele também enfrentou Rafael Lovato Jr. no evento principal do UFC Fight Pass Invitational 6 em 3 de março de 2024. Jones venceu a luta por finalização.
Jones enfrentou Rinat Fakhretdinov no Pit Submission Series 4 do Karate Combat em 20 de abril de 2024. Ele venceu por finalização com um triângulo.
Jones anunciou em um episódio do Joe Rogan Experience que iria enfrentar Gabi Garcia em uma superluta intergênero no Craig Jones Invitational, em 16–17 de agosto de 2024. Jones venceu a luta por finalização com um mata-leão.
Jones anunciou posteriormente, em uma entrevista a Ariel Helwani, que iria retornar a competir de kimono.

## 2025
Jones está programado para enfrentar Gable Steveson em uma superluta no Craig Jones Invitational 2, em 31 de agosto de 2025. Posteriormente, ele anunciou que esta seria sua última luta e que estava se aposentando do esporte.

## Craig Jones Invitational
Em 2024, Jones anunciou que havia garantido um total de US$ 3.000.000 em financiamento para sediar seu próprio torneio. Ele confirmou que haveria duas divisões, abaixo e acima de 80kg, com US$ 10.001 para cada competidor comparecer e US$ 1.000.000 como prêmio principal para cada vencedor. Também foi anunciado que o evento aconteceria nos dias 16 e 17 de agosto de 2024, em concorrência direta com o 2024 ADCC World Championship.
Após o sucesso da primeira edição, Jones anunciou que o CJI 2 aconteceria em agosto de 2025.

## Resumo competitivo no grappling
Principais conquistas de Jones como faixa-preta:
- Polaris 17 Campeão Peso Médio[b] (2021)
- Polaris 10 Campeão Peso Médio (2019)
- Polaris 8 Campeão Peso Meio-Pesado[c] (2018)
- Polaris 6 Campeão Peso Médio (2018)
- Campeão Absoluto do Submission Underground (2019)[45]
- 2º lugar no ADCC Submission Fighting World Championship (2019[46]/2022[19])
- 3º lugar no EBI 11 Invitational (2017)
- 3º lugar no Kasai 2 Grand Prix até 83,91kg (2018)
- 3º lugar no Kasai 5 Grand Prix até 92,98kg (2019)

Principais conquistas nas faixas coloridas:
- Campeão Mundial No-Gi da IBJJF (2015 roxa)
- Campeão do AFBJJ Pan Pacific Championship (2014[d] roxa)
- Campeão do ADCC Asian & Oceania World Trials (2014 / 2016)
- Campeão do NAGA World Championship (2014 roxa)
- 3º lugar no UAEJJF Abu Dhabi Pro (2016 marrom)

## Vida pessoal
Jones também concluiu um Bacharelado em Ciências do Comportamento (Psicologia). Em 2020, Jones mudou-se para Porto Rico com Gordon Ryan e outros membros do Danaher Death Squad. Em 2021, ele se mudou para Austin, Texas, para fundar a B Team Jiu-Jitsu.
Jones mantém uma conta no OnlyFans, e já fez aparições em vários podcasts populares como o de Lex Fridman, o The Joe Rogan Experience e o InfoWars com Alex Jones.

## Linagem de instrutores
Mitsuyo Maeda → Carlos Gracie → Hélio Gracie → Carlos Gracie Jr. → Jean Jacques Machado / Rigan Machado → John Will → John Simon → Lachlan Giles → Craig Jones